# White City Place
White City Place é a coleção de edifícios anteriormente conhecidos como BBC Media Village. O White City Place é um conjunto de seis edifícios que ocupam um terreno de 17 acres em Wood Lane , White City, no oeste de Londres (W12), a uma curta distância de Wood Lane do Television Centre. Todas as propriedades anteriormente da BBC, apenas dois edifícios: Broadcast Center e Lighthouse, atualmente são ocupados por funcionários da BBC.
A BBC vendeu a maior parte dos edifícios no local em 2015 e foi renomeada como White City Place pelos proprietários Stanhope e Mitsui Fudosan.

## White City Place
Sob os novos proprietários Stanhope e Mitsui Fudosan, o local foi renomeado para White City Place e ocorreu uma extensa reforma e reforma das propriedades desocupadas no local. O antigo Media Center foi renomeado para The MediaWorks e uma renovação significativa do White City One, renomeado para The WestWorks, mudou sua entrada principal e introduziu uma fileira de lojas de frente para a praça.

## BBC White City

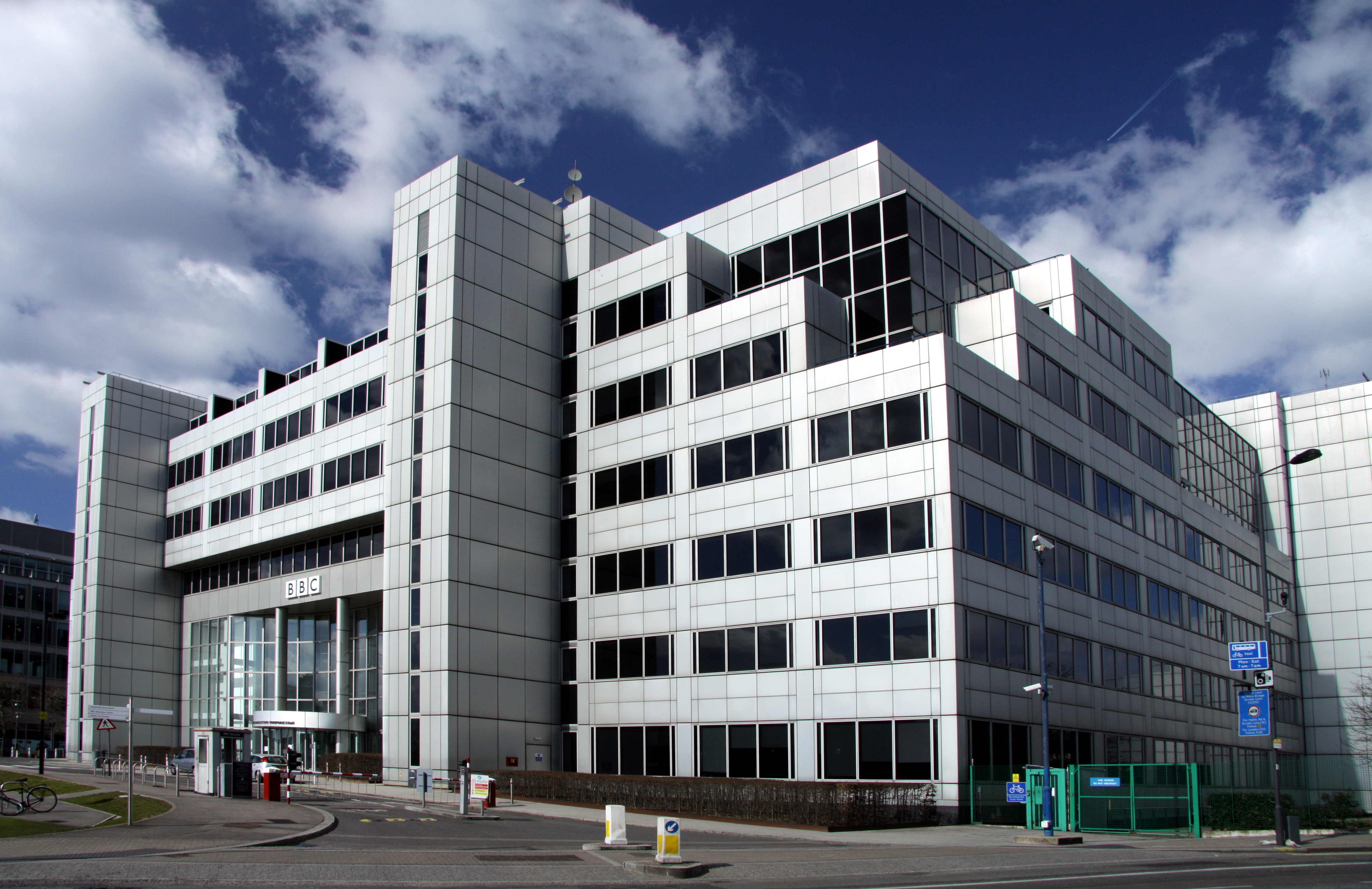
White City One em 2013.

O primeiro edifício do site, BBC White City , foi projetado pelos arquitetos Scott Brownrigg & Turner e foi inaugurado em 1990.  Construído no local da exposição franco-britânica de 1908 , o White City foi construído no local da antiga White City Stadium usado para os Jogos Olímpicos de Verão de 1908. O estádio foi demolido em 1985 e partes da piscina olímpica também foram descobertas quando as fundações do novo prédio foram lançadas.
O edifício foi originalmente planejado para ser um novo lar para a BBC Radio, substituindo a Broadcasting House. Esse plano foi descartado e o edifício tornou-se um espaço de escritório com cinquenta suítes de edição, várias equipes de produção de televisão, a equipe de Digital Switchover, BBC Academy, a instituição de caridade Children in Need e partes das operações e RH, além de um grande restaurante.
Ele abrigava a maioria dos assuntos atuais da BBC e programas factuais e de aprendizado, como Panorama, Top Gear, Watchdog e muitos outros. A BBC desocupou o prédio em março de 2013 e o vendeu para os desenvolvedores.  Algumas vezes tem sido referido como White City One para distingui-lo do site mais amplo.

## Media Village

### Construção

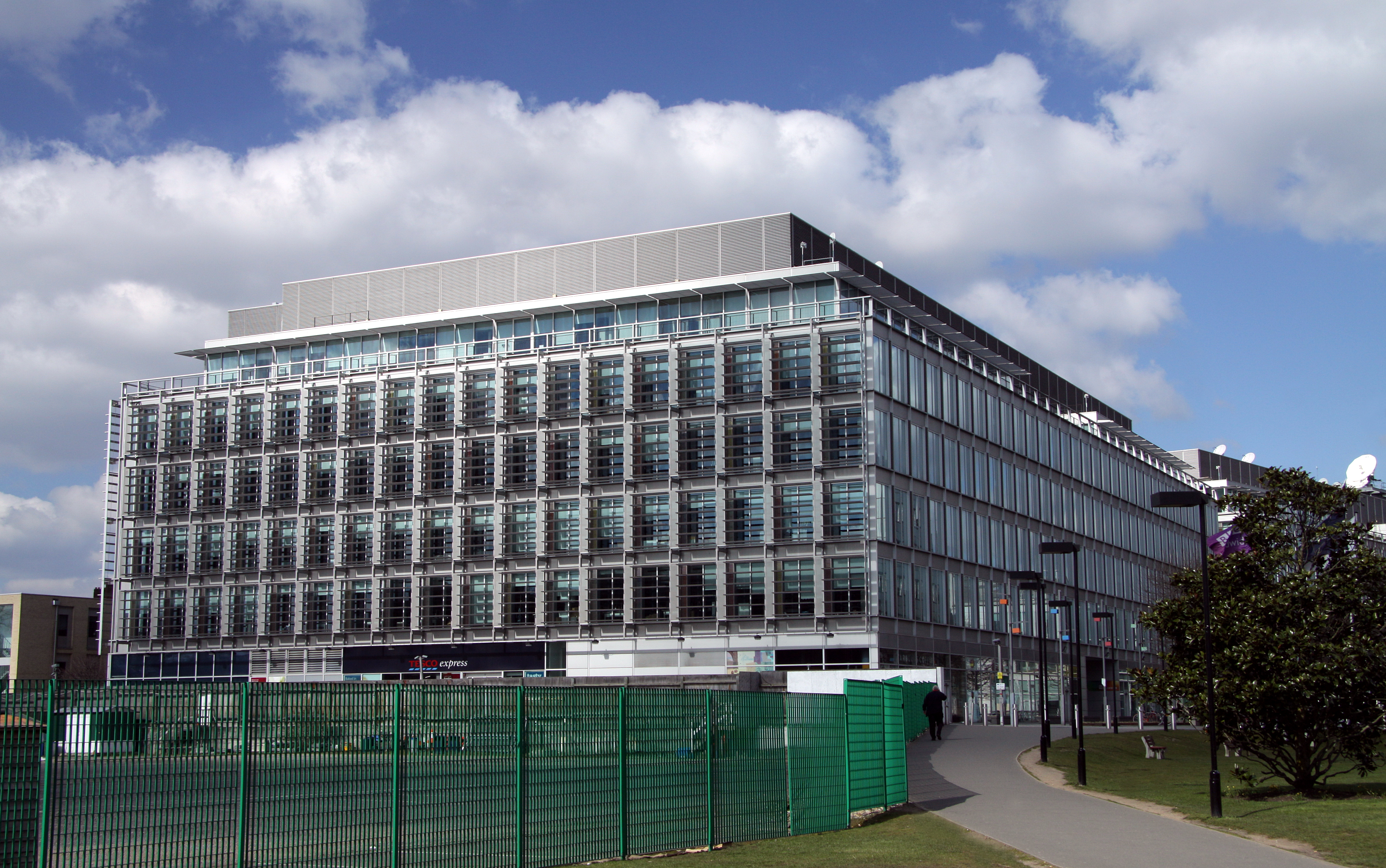
BBC Media Center em 2013. A área cercada na frente do prédio era o local pretendido para o prédio cancelado do Music Box.

A construção da segunda fase do empreendimento começou em setembro de 2001 e o local foi inaugurado oficialmente em maio de 2004 e era conhecido como Media Village. Consiste em cinco outros edifícios, além do White City One: Media Center, Broadcast Center, Energy Center, Garden House e o Lighthouse.
Os edifícios foram projetados por Allies e Morrison Architects e Buro Happold e construídos por Bovis Lend Lease. Além dos escritórios da BBC, o site incluía uma agência postal, um Tesco Express, um Starbucks, um bar de vinhos da Davy e vários outros pontos de venda, muitos dos quais foram substituídos.
A parte traseira do Media Center incluía jardins projetados por Christopher Bradley-Hole. Um poema Vozes da Cidade Branca por Poet Laureate Andrew Motion foi embutidos no pavimento na praça. O site apresentava obras de arte como o mural de Simon Patterson no Broadcast Center, baseado na camuflagem deslumbrante da Primeira Guerra Mundial e o mural de Yuko Shiraishi na recepção do Media Center. Ela também foi responsável pelo esquema geral de cores nos dois edifícios.
Um outro prédio planejado, o Music Box, projetado por Foreign Office Architects, estava programado para ser inaugurado em 2006, mas foi cancelado antes da construção começar. Teria sido uma sala de concertos e um local de gravação para a BBC Symphony Orchestra and Chorus, a BBC Concert Orchestra e os BBC Singers.

### Ocupantes
O Media Center foi a sede global da subsidiária BBC Worldwide, com fins lucrativos, BBC Worldwide, de 2008 a 2015, quando se mudou para o antigo complexo do Television Centre da BBC News. Media Center também abrigava várias divisões de não transmissão da BBC que haviam sido transferidas do centro de Londres para abrir caminho para a reconstrução da Broadcasting House. Media Center foi usado para transmissões de Watchdog e Rogue Traders , bem como um local de filmagem para The Thick of It.
Vários departamentos de produção de televisão da BBC foram localizados no Media Center após a desocupação do Television Centre em 2013, incluindo Comédia, Entretenimento e Eventos e Factual. O Media Center e a Garden House foram desocupados e fechados em 10 de julho de 2015, após a venda para Stanhope e Mitsui Fudosan. Foi declarado que a BBC recebeu £ 87 milhões pela venda.
Broadcast Center continua a casa da equipe BBC Design & Engineering, BBC Global News Ltd , alguns BBC Studios funcionários de produção (de volta embora a maioria tenha se mudou para Television Centre), marketing e pessoal audiências e Red Mídia Bee 's de televisão digital de instalações de onde canais, incluindo BBC One, Channel 4, Channel 5, BT Sport e muitos outros são transmitidos. O Energy Center fornece serviços para todo o site e, entre 2008 e 2018, foi o escritório da equipe de produção de televisão Top Gear e da revista Top Gear. Eles se mudaram para os principais escritórios da BBC Studios no Broadcast Center em 2018.